# Saphan Sung
Saphan Sung est l’un des 50 khets de Bangkok, Thaïlande.